# Nadieżda Tołokonnikowa
Nadieżda Andriejewna Tołokonnikowa (ros. Наде́жда Андре́евна Толоко́нникова, ur. 7 listopada 1989 w Norylsku) – rosyjska artystka i aktywistka polityczna, członkini grup Pussy Riot oraz Wojna.

## Życiorys
Nadieżda Tołokonnikowa należy do grupy Wojna. W 2008 razem z innymi jej członkami brała udział w akcji Jebcie się za Niedźwiadka!, w ramach której dziesięcioro członków grupy uprawiało seks grupowy w jednej z sal Muzeum Biologicznego w Moskwie. Akcja ta miała wyrażać sprzeciw wobec wyboru Dmitrija Miedwiediewa na prezydenta Rosji. Tołokonnikowa uczestniczyła także w akcji Chuj FSB, podczas której performerzy namalowali ogromnego penisa na Moście Litiejnym w Petersburgu, naprzeciw siedziby FSB przy Prospekcie Litiejnym.
Tołokonnikowa była również członkinią grupy Pussy Riot. W lutym 2012 razem z  czterema innymi członkiniami grupy, m.in. Mariją Alochiną i Jekatieriną Samucewicz, wykonały w soborze Chrystusa Zbawiciela w Moskwie utwór Bogurodzico, przegoń Putina. Za ten czyn w sierpniu 2012 Sąd Rejonowy w Moskwie-Chamownikach skazał wymienione trzy performerki na dwa lata pozbawienia wolności. Na początku procesu Tołokonnikowa w imieniu grupy przeprosiła wszystkie osoby, które poczuły się urażone występem w soborze. Stwierdziła, że jedynym celem Pussy Riot było wyrażenie protestu przeciw poparciu, jakiego patriarcha Cyryl udziela Władimirowi Putinowi i jego autorytarnej oraz antyfeministycznej polityce.
Początkowo Tołokonnikowa odbywała karę w kolonii karnej nr 14 w Mordowii. We wrześniu 2013, po odrzuceniu jej wniosku o przedterminowe zwolnienie, rozpoczęła strajk głodowy, domagając się przeniesienia do innego więzienia. Twierdziła, że osadzone w kolonii kobiety zmuszane są do pracy w wymiarze 17 godzin dziennie, a jeden z urzędników kolonii groził jej śmiercią. Protest Tołokonnikowej trwał 9 dni. W rezultacie w listopadzie 2013 została przeniesiona do innego więzienia w Kraju Krasnojarskim.
W grudniu 2012 francuski dziennik "Le Figaro" ogłosił ją kobietą roku.
23 grudnia 2013, w związku z ogłoszoną przez prezydenta Putina amnestią, została zwolniona z więzienia w Krasnojarsku jako ostatnia z trójki performerek - Jekatierina Samucewicz opuściła więzienie warunkowo w październiku 2012, zaś Mariję Alochinę zwolniono na mocy tej samej amnestii kilka godzin wcześniej z innej kolonii karnej. 24 grudnia 2013 Alochina i Tołokonnikowa spotkały się w Krasnojarsku i wspólnie zapowiedziały dalsze działania na rzecz obrony więźniów w Rosji, a być może także utworzenie organizacji walczącej o prawa człowieka.
W momencie aresztowania Tołokonnikowa była studentką ostatniego roku filozofii na Uniwersytecie Moskiewskim. Jest mężatką; jej mąż Piotr Wierziłow również należy do grupy Wojna. Mają córkę urodzoną w 2008 roku.

## Filmografia
- "Pussy Riot: Modlitwa punka" (jako ona sama, 2013, film dokumentalny, reżyseria: Mike Lerner, Maxim Pozdorovkin)[11]